# USS Salerno Bay (CVE-110)
USS Salerno Bay (CVE-110) – lotniskowiec eskortowy typu Commencement Bay, który służył w United States Navy. 
Pierwotnie nosił nazwę Winjah Bay. Stępkę jednostki położono 7 lutego 1944 roku w stoczni Seattle-Tacoma Shipbuilding Corporation w Tacoma. Zwodowano go 26 września 1944 roku. 29 września 1944 roku przekazano go do Commercial Iron Works w Portland do ukończenia. Wszedł do służby 19 maja 1945 roku.
Krótko po wojnie pełnił rolę jednostki szkolnej i transportowej na Pacyfiku i Atlantyku. Wziął udział w operacji Magic Carpet. Wycofany ze służby i przeniesiony do rezerwy 4 października 1947 roku.
20 czerwca 1951 roku został przywrócony do służby w okresie wojny koreańskiej. Pełnił służbę na wodach Atlantyku i Morza Śródziemnego.
Drugi raz wycofany ze służby 16 lutego 1954 roku. Przeklasyfikowany na AKV-10 w 1959 roku. Skreślony z listy jednostek floty 1 czerwca 1961 roku. Sprzedany 30 października 1961 firmie Revalorizacion de Materiales w Portugalii. Przekazany z rąk marynarki 14 grudnia 1961 roku.